# Silchester Amphitheatre
Silchester Amphitheatre är ett slott i Storbritannien.   Det ligger i grevskapet Hampshire och riksdelen England, i den södra delen av landet, 70 km väster om huvudstaden London. Silchester Amphitheatre ligger 91 meter över havet.
Terrängen runt Silchester Amphitheatre är platt. Runt Silchester Amphitheatre är det ganska tätbefolkat, med 239 invånare per kvadratkilometer. Närmaste större samhälle är Reading, 13,0 km nordost om Silchester Amphitheatre. Trakten runt Silchester Amphitheatre består till största delen av jordbruksmark.